# 천안서북소방서
천안서북소방서(天安西北消防署, Cheonan Seobuk Fire Station)는 충청남도 천안시 서북구를 관할하는 충청남도 소방본부 산하의 소방서이다.
소방서장은 소방정으로 보한다.

## 조직
| - 소방행정과 - 소방행정팀 - 예산장비팀 | - 방호예방과 - 방호팀 - 예방안전팀 | - 현장대응과 - 구조구급팀 - 현장대응조사팀 |

## 관할센터 및 관할구역
천안서북소방서는 9개의 119안전센터와 1개의 구조구급센터를 산하에 두고 있다.
| 명칭                           | 사진 | 주소               | 관할구역                    | 지역대 |
| ------------------------------ | ---- | ------------------ | --------------------------- | ------ |
| 차암119안전센터                |      | 직산읍 4산단2길 32 | 부성동 일부                 |        |
| 성거119안전센터                |      | 성거읍 천흥8길 11  | 성거읍                      |        |
| 서부119안전센터                |      | 양지18길 22        | 백석동 일부, 성정1동        |        |
| 두정119안전센터                |      | 1공단2길 16        | 부성동 일부, 성정2동        |        |
| 성환119안전센터                |      | 성환읍 성환1로 395 | 성환읍                      |        |
| 쌍용119안전센터                |      | 월봉로 78          | 쌍용1·2·3동                 |        |
| 입장119안전센터                |      | 입장면 망향로 1107 | 입장면                      |        |
| 직산119안전센터                |      | 직산읍 직산로 246  | 직산읍                      |        |
| 불당119안전센터                |      | 불당23로 62        | 백석동 일부                 |        |
| 천안서북소방서 119구조구급센터 |      | 직산읍 4산단2길 32 | 충청남도 천안시 서북구 일원 |        |

## 같이 보기
- 대한민국 소방청
- 대한민국의 소방
- 소방관 계급